# Gemeinderatswahl in Innsbruck 2012
- GRÜNE: 8
- SPÖ: 6
- PIRAT: 1
- FI: 9
- TSB: 1
- ÖVP: 9
- FLRF: 3
- FPÖ: 3

Die Gemeinderatswahl in Innsbruck 2012 fand am 15. April 2012 statt. Gleichzeitig fand auch der erste Gang zur Direktwahl des Bürgermeisters statt. Als Sieger der Wahl ging die Innsbrucker ÖVP hervor, die knapp über sieben Prozentpunkte dazugewinnen konnte. Außerdem schaffte die Piratenpartei Tirol erstmals den Einzug in einen österreichischen Gemeinderat. Leichte Zugewinne gab es außerdem für FPÖ, Grüne und die KPÖ. Große Verluste mussten die Liste Für Innsbruck und die SPÖ Innsbruck hinnehmen.

## Hintergrund
Im Jahr 2006 ging die bürgerliche Liste Für Innsbruck trotz deutlicher Verluste als stimmenstärkste Partei hervor. Klar gestärkt wurde das Lager links der Mitte.
Bürgermeisterin Christine Oppitz-Plörer wollte in dieser Wahl wieder an Stimmen gewinnen und ihren Sitz verteidigen. Chancen auf den ersten Platz rechneten sich auch Grüne und SPÖ aus, die ÖVP wollte mit dem ehemaligen Vizebürgermeister Christoph Platzgummer punkten, der anstelle des Parteichefs Franz Xaver Gruber antrat.
Für große Aufregung sorgte der Wahlkampf der FPÖ. Auf ihren Plakaten war der Spruch Heimatliebe statt Marokkaner-Diebe zu lesen, was für diplomatische Verstimmungen zwischen Österreich und Marokko sorgte.

## Wahlwerbende Parteien
Zur Wahl traten neun Listen an: Für Innsbruck, SPÖ, Grüne, ÖVP, Liste Rudi Federspiel, FPÖ, Tiroler Seniorenbund, KPÖ und die Innsbrucker Piratenpartei.

### Für Innsbruck
Nachdem Hilde Zach 2010 aus der Politik ausgeschieden war, übernahm Christine Oppitz-Plörer das Amt als Bürgermeisterin. Im Wahlkampf versuchte sie besonders, die bisherigen Erfolge der Stadtregierung hervorzuheben und setzte gleichzeitig auf Wirtschafts- und Sozialthemen. Auch die Wohnpolitik spielte eine große Rolle.
Oppitz-Plörer schloss eine Zusammenarbeit mit der FPÖ aus und wies auf die Möglichkeit eines gelb-grün-roten Bündnisses hin.

### SPÖ Innsbruck
Die SPÖ unter Marie-Luise Pokorny-Reitter konzentrierte sich auf das Thema Soziales und Bildung, wies auf niedrigere Einkommen, fehlende Chancengleichheit und teure Mieten hin. Sie forderte beispielsweise eine Wohnbauoffensive der Stadt, einen Ausbau der Ganztagskinderbetreuung und allgemein Investitionen in Bildungseinrichtungen.
Pokorny-Reitter schloss eine Koalition mit der FPÖ aus.

### Die Innsbrucker Grünen
Die Grünen führten ihren Wahlkampf unter dem Motto Gemma's an. Sie forderten unter anderem mehr Bürgerbeteiligung, ein Ende der Freunderlwirtschaft, die Halbierung der Preise für Öffi-Jahreskarten, mehr Grünzonen und niedrigere Mieten.
Eine Zusammenarbeit mit FPÖ und der Liste Rudi Federspiel wurde ausgeschlossen.

### ÖVP Innsbruck
Die ÖVP ging ursprünglich mit Franz Xaver Gruber in den Wahlkampf, tauschte allerdings sechs Wochen vor der Wahl den Spitzenkandidaten aus und präsentierte Christoph Platzgummer als neuen Listenersten. Platzgummer war ursprünglich Teil der Liste Für Innsbruck, schied aber nach Affären um das EM-Stadion Innsbruck aus. Zu Beginn des Wahlkampfs erteilte er gelb-rot-grünen Experimenten eine Absage. Die ÖVP machte Stadtentwicklung und den Betriebsstandort Innsbruck zu ihren Wahlkampfthemen.

### Liste Rudi Federspiel
Die Liste Federspiel forderte im Wahlkampf unter anderem eine strengere Fremdenpolitik, mehr Eigenverantwortung, freies Unternehmertum und stärkere Kontrollen bei Sozialleistungsempfängern.

### FPÖ Innsbruck
Die FPÖ Innsbruck machte besonders mit ihrer Kampagne Heimatliebe statt Marokkaner-Diebe auf sich aufmerksam, die sowohl in Österreich als auch in Marokko und anderen Ländern für Aufsehen sorgte. Spitzenkandidat Penz entschuldigte sich dafür und ließ die Plakate mit dem Slogan überkleben. Die FPÖ forderte beispielsweise eine stärkere Sicherheitspolitik, die Einführung von Jugendstartwohnungen und generelle Freifahrt für Senioren in öffentlichen Verkehrsmitteln.

### Tiroler Seniorenbund
Der Tiroler Seniorenbund trat unter Unterstützung des ehemaligen Landeshauptmannes Herwig van Staa an und schloss eine Listenkopplung mit der ÖVP nicht aus.

### KPÖ Innsbruck
Die KPÖ geht mit dem Ziel des Einzugs in den Gemeinderat ins Rennen. Im Wahlkampf machte thematisierte sie hauptsächlich Arbeit und Soziales.

### Piraten Partei Tirol
Die Piraten Partei Tirol machte zu Beginn mit der Abspaltung von der Piratenpartei Österreichs auf sich aufmerksam.

## Umfragen
Die Umfragen zur Gemeinderatswahl sagten ein völlig offenes Rennen zwischen Für Innsbruck, SPÖ, Grünen und der ÖVP voraus. Im November 2011 lagen die Innsbrucker Grünen knapp vorne, über den Winter konnte die Liste Für Innsbruck allerdings aufholen und einen großen Vorsprung aufbauen. Als die Volkspartei Platzgummer als Spitzenkandidaten präsentierte, lag diese wieder voran. Abgeschlagen lagen FPÖ und die Liste Rudi Federspiel mit 8 bis 10 bzw. 6 bis 8 Prozent der Stimmen. Chancen auf den Einzug in den Gemeinderat wurden auch der KPÖ und der Piratenpartei Innsbruck zugerechnet.

## Regierungsbildung
| Parteien                          | Sitze |
| --------------------------------- | ----- |
| Zweidrittelehrheit (ab 27 Sitzen) |       |
| ÖVP, FI, Grüne, SPÖ               | 32    |
| Absolute Mehrheit (ab 21 Sitzen)  |       |
| ÖVP, FI, Grüne                    | 26    |
| ÖVP, FI, SPÖ                      | 24    |
| ÖVP, Grüne, SPÖ                   | 23    |
| FI, Grüne, SPÖ                    | 23    |
| Sitze gesamt                      | 40    |

Nach der Gemeinderats- und Bürgermeisterwahl gab Oppitz-Plörer (Für Innsbruck) bekannt, mit den Grünen koalieren zu wollen. Kurze Zeit später erklärten ÖVP und SPÖ, sich über eine Zusammenarbeit einig zu sein. Eine Regierung aus vier Parteien wurde vorerst angestrebt, diese kam allerdings aufgrund einiger Machtansprüche der ÖVP nicht zustande. So wurde Mitte Mai die erste Ampelkoalition in Innsbruck präsentiert. Die ÖVP war somit erstmals seit 1945 nicht in der Stadtregierung vertreten. Innerhalb der Tiroler Volkspartei kam es zu Zerwürfnissen, die dazu führten, dass Oppitz-Plörer aus dem Landesvorstand ausgeschlossen wurde.